# ولبخية
الولبخية هي جنس من البكتيريا تصيب مفصليات الأرجل وبضمنها نسبة عالية من الحشرات بالإضافة لبعض الديدان الأسطوانية.

## الأنواع
لا يمكن لأغلب أنواع الولبخية أن تعيش وتتكاثر خارج معيل حقيقي النواة لذلك لم تمنح اسما لاتينيا رسميا.
- Wolbachia melophagi، يعتقد بأنها يجب أن تنقل إلى تصنيف جنس البرتونيلية[1][2]
- ولبخية فارسية أو Wolbachia persica، يعتقد بأن الولبخية الفارسية يجب أن تنقل إلى الفرنسيسيلة أو فرنسيسيلة.[3][4][5]
- ولبخية ناصبة أو ولبخية

## التسمية
أصل تسمية الولبخية يعود للعالم الأمريكي سيميون بورت ولباخ [الإنجليزية] الذي وصف الجنس أول مرة مع مارشال هرتج (Marshall Hertig) عام 1924 في الباعضة الناصبة (Culex pipiens). وقد قام مارشال هرتج لاحقا بوصف النوع بأنه ولبخية ناصبة (Wolbachia pipientis) رسميا عام 1936.